# تپه شهر سوخته شماره ۹۱
تپه شهر سوخته شماره ۹۱ مربوط به هزاره سوم قبل از میلاد است و در شهرستان زابل، بخش شیب آب، روستای حومه شهر سوخته واقع شده و این اثر در تاریخ ۳۰ تیر ۱۳۸۴ با شمارهٔ ثبت ۱۲۱۴۸ به‌عنوان یکی از آثار ملی ایران به ثبت رسیده‌است.